# Стадион Алајанц филд
Стадион Алајанц филд (енгл. Allianz Field) је фудбалски стадион у граду Сент Пол, Минесота, САД. Стадион са 19.400 седишта дизајнирао је Популоус и отворен је 13. априла 2019. током треће МЛС сезоне клуба. Налази се у близини Интерстејта 94 и Снелинг Авењуа, са транзитним везама које обезбеђује Метро Грин лајн.
Власници Јунајтеда су објавили да ће Минесота Јунајтед изградити стадион на 35-acre (14 ha) на месту аутобуских гаража у Сент Полу. Стадион има око 19.400 места, завршен је почетком 2019. године и приватно финансиран за 200 милиона долара.
Дана 25. новембра 2015, ФК Минесота јунитед је ангажовао Популоус из Канзас Ситија да дизајнира стадион. Деветог децембра 2015. тим је ангажовао Мортенсен констракшн као део изградње стадиона заједно са Популоусом. Мортенсен је изградио стадион америчке банке за Викинге из Минесоте 2014–2016, и радио са Популоусом на три друга спортска објекта Твин ситија: Таргет филд, ТЦФ Банк стадион и Ексел Енерџи сентер. Изградња је завршена у фебруару 2019. године, а стадион је отворен два месеца касније, 13. априла 2019. године, а ФК Минесота јунајтед је угостио ФК Њујорк сити.

## Главни догађаји

### Фудбал
Прва домаћа утакмица Јунајтеда на стадиону одржана је 13. априла 2019. против ФК Њујорк Сити, којој је присуствовало 19.796 гледалаца. Утакмица је завршена нерешеним резултатом 3 : 3, а први гол је постигао Освалдо Алонсо у 13. минуту. Зимска олуја стигла је у градове близнакиње дан пре меча, захтевајући од теренских екипа да састружу снег и лед са седишта стадиона и делова терена.
Прва утакмица мушке фудбалске репрезентације Сједињених Америчких Држава на Златном купу Конкакафа 2019. одржана је на Алијанц Филду 18. јуна 2019. године.
| Датум              | Репрезентација #1 | Рез.  | Репрезентација #2 | Турнир                    | Гледалаца |
| ------------------ | ----------------- | ----- | ----------------- | ------------------------- | --------- |
| 18. јун 2019.      | Панама            | 2 : 0 | Тринидад и Тобаго | Група Д                   | 19.418    |
| 18. јун 2019.      | Сједињене Државе  | 4 : 0 | Гвајана           | Група Д                   | 19.418    |
| 3. септембар 2019. | Сједињене Државе  | 3 : 0 | Португалија       | Пријатељска (жене)        | 19.600    |
| 26. октобар 2021.  | Сједињене Државе  | 6 : 0 | Јужна Кореја      | Пријатељска (жене)        | 18.115    |
| 22. фебруар 2022.  | Сједињене Државе  | х     | Хондурас          | Квалификације за СП 2022. | нп        |